# Austrolimnophila (Austrolimnophila) pristina
Austrolimnophila (Austrolimnophila) pristina is een tweevleugelige uit de familie steltmuggen (Limoniidae). De soort komt voor in het Australaziatisch gebied.